# Bristol Braemar
Bristol Braemar là một loại máy bay ném bom hạng nặng của Anh, được phát triển vào cuối Chiến tranh thế giới I cho Không quân Hoàng gia. Chỉ có 2 mẫu thử được chế tạo.

## Biến thể
Type 24 Braemar I
Type 25 Braemer II
Type 26 Pullman

## Tính năng kỹ chiến thuật (Braemar Mk.II)
Dữ liệu lấy từ Barnes C.H. (1964), p.142
Đặc điểm tổng quát
- Kíp lái: 6
- Chiều dài: 51 ft 6 in (15,73 m)
- Sải cánh: 81 ft 8 in (24,89 m)
- Chiều cao: 20 ft (6,10 m)
- Diện tích cánh: 1.905 ft² (177 m²)
- Trọng lượng rỗng: 10.650 lb (4.840 kg)
- Trọng lượng có tải: 18.000 lb (8.170 kg)
- Động cơ: 4 × Liberty L-12 kiểu động cơ piston thẳng hàng, 400 hp (300 kW)  mỗi chiếc

 Hiệu suất bay 
- Vận tốc cực đại: 109 kn (125 mph, 200 km/h) trên mực nước biển
- Tầm bay: trên 1.000 mi (1.600 km)
- Trần bay: 17.000 ft (5.100 m)
- Tải trên cánh: 9,45 lb/ft² (46,2 kg/m²)
- Công suất/trọng lượng: 0,08 hp/lb (150 W/kg)

Trang bị vũ khí

- Súng: 2 × súng máy 0.303 in (7,7 mm)
- Bom: 1.500 lb (680 kg)